# La Plana (Odèn)
La Plana és una masia situada al municipi d'Odèn, a la comarca catalana del Solsonès, a més de 1.000 msnm.